# Szeghalom
Szeghalom (în română Cuieni) este un oraș în districtul Szeghalm, județul Békés, Ungaria, având o populație de 9.704 locuitori (2011). 

## Demografie
Componența etnică a orașului Szeghalom
     Maghiari (95,23%)
     Romi (4,02%)
     Necunoscut (0,24%)
     Alții (0,51%)
Componența confesională a orașului Szeghalom
     Fără religie (46,38%)
     Reformați (19,25%)
     Romano-catolici (5,53%)
     Atei (1,11%)
     Necunoscută (27,34%)
     Alte religii (1,26%)
Conform recensământului din 2011, orașul Szeghalom avea 9.704 locuitori. Din punct de vedere etnic, majoritatea locuitorilor (95,23%) erau maghiari, cu o minoritate de romi (4,02%). Apartenența etnică nu este cunoscută în cazul a 0,24% din locuitori. Nu există o religie majoritară, locuitorii fiind persoane fără religie (46,38%), reformați (19,25%), romano-catolici (5,53%) și atei (1,11%). Pentru 27,34% din locuitori nu este cunoscută apartenența confesională.

## Orașe înfrățite
- Trasaghis, Italia
- Sâncraiu, România
- Scheibbs, Austria